# Midnight Commander
Midnight Commander ([ˈmɪdnaɪt kəˈmɑːndə(r), Amer kəˈmændər]; česky půlnoční velitel; mc) je ortodoxní správce souborů pro systémy unixového typu.
Midnight Commander vytváří textové uživatelské rozhraní, které usnadňuje uživateli správu souborů a adresářů, spouštění programů a další běžné činnosti. Používá textový režim, který umožňuje jeho použití v konzoli, okně textového terminálu nebo přes SSH spojení či jiný způsob vzdáleného přístupu. Hlavní rozhraní se skládá ze dvou panelů zobrazujících soubory, příkazového řádku a menu.
Midnight Commander je obsažen ve většině linuxových distribucí; šířen pod licencí GNU General Public License, z velké části je počeštěn.